# Björn Afzelius
Björn Svante Afzelius (Huskvarna, 27 de enero de 1947-Gotemburgo, 16 de febrero de 1999) fue un cantante y compositor sueco.

## Biografía y carrera

### Primeros años
Björn Afzelius nació  el 27 de enero de 1947 en la ciudad de  Huskvarna en Småland (Suecia del sur). Su padre, Svante Arnold Afzelius, era ingeniero, y su madre, Ulla Afzelius, ama de casa. Su único hermano fue Bengt, un profesor de música. Entró en contacto con la música desde muy joven, ya que su madre y su familia estaban muy vinculadas a ella. En 1955, siendo aún un niño se mudó con sus padres a Hökarängen, un suburbio de Estocolmo; allí Björn fue objeto de acoso escolar por su acento esmolandés, y para no ser discriminado debió aprender a hablar con el acento estocolmense. A los pocos años, en 1961 sin embargo, su familia decide emigrar a Escania, en el extremo sur de Suecia, donde en su adolescencia se vio nuevamente forzado a cambiar su forma de hablar para no sufrir malos tratos. Allí adoptó el estilo coloquial, escanés de Landskrona, dialecto que, a la postre,  fue el que Afzelius conservó para el resto de su vida.
En 1963, para completar su educación secundaria, Afzelius, decide irse a vivir solo a la ciudad de Malmö y en 1976, siguiendo la tradición nómada de su familia, cuando edita su segundo álbum "För kung och fosterland" (Por el rey y la patria) Björn Afzelius se muda a Gotemburgo, ciudad que adoptara como lugar definitivo de residencia. Sin embargo, esa predilección, Björn residirá  algunas temporadas en la región italiana de Liguria donde compondrá algunos de sus más célebres temas.

### Trayectoria musical y otros proyectos
En el año 1970 en conjunto con el trovador y cantante Mikael Wiehe y el músico Peter Clemmedson funda el grupo musical Hoola Bandoola Band, que se transformará, en corto tiempo, en el conjunto líder de la música progresista de Suecia. Sus letras, a menudo, incluyeron la crítica social y el compromiso político debido a que tanto Afzelius como Wiehe tuvieron una decidida relación político y social y por ello hicieron presentaciones y conciertos de solidaridad sobre todo por Latinoamérica y en especial por Chile, en su lucha por la recuperación democrática.
Afzelius publicó su primer álbum en solitario en 1974, y el último en 1999. Algunas de sus canciones más populares son "Ikaros", "Tusen bitar" (Mil piezas - que fue grabada originalmente por la danesa Anne Linnet como "Tusind Stykker"), "Sång till friheten" (Canción por la libertad, grabada originalmente por el cubano Silvio Rodríguez como "El Día Feliz Que Está Llegando"), "Kungens man" (El hombre del rey), "Tankar i Havanna" (Pensamientos en La Habana) y "Till min kära" (Para mi querida). 
En 1993, publicó su novela En gång i Havanna, (Una vez en La Habana) un libro donde hace una revisión completa de su simpatía por Cuba y donde deja explícito su alejamiento definitivo del régimen castrista.

## Muerte

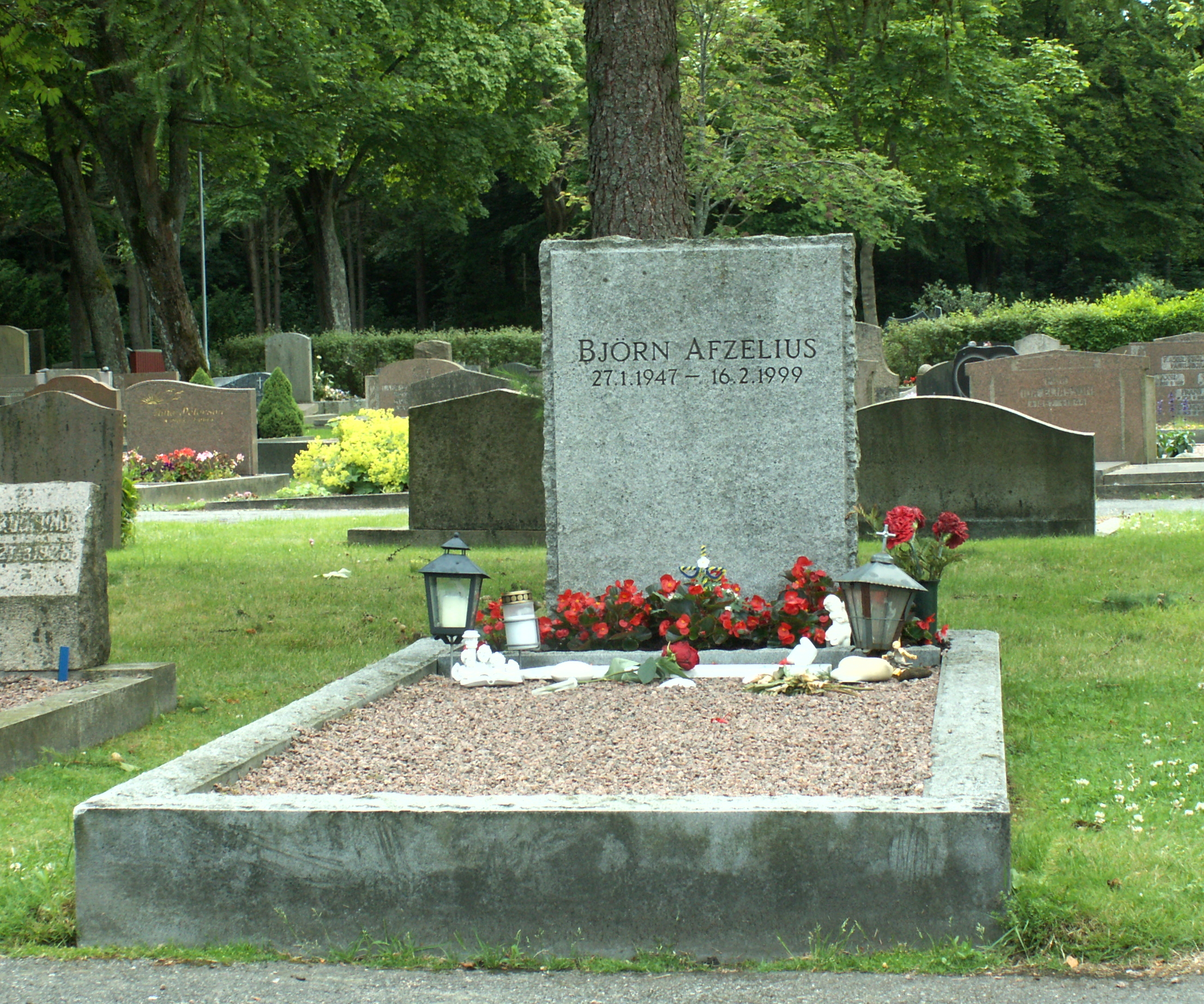
Tumba de Afzelius en el cementerio Västra kyrkogården de Gothenburg, fotografiada en 2012.

El 16 de febrero de 1999, Afzelius falleció en Gotemburgo a los 52 años de edad. Su cuerpo fue enterrado en el cementerio Västra kyrkogården, localizado en Gothenburg.

## Discografía

### Solista
- 1974 – Vem är det som är rädd? - ¿Quién es el que tiene miedo?
- 1976 – För kung och fosterland - Por el rey y la patria
- 1978 – Johnny boy
- 1979 – Bakom kulisserna - Tras bambalinas
- 1979 – Another Tale To Tell - Otro cuento que contar
- 1984 – Afzelius; sång & gitarr (live) - Afzelius: canto & guitarra (en vivo)
- 1987 – Riddarna kring runda bordet - Los caballeros de la mesa redonda
- 1988 – Don Quixote - Don Quijote
- 1988 – En man, en röst, en gitarr (live) - Un hombre, una voz, una guitarra (en vivo)
- 1990 – Tusen bitar - Mil pedazos
- 1991 – Nidaros (live) - Rosa silvestre
- 1992 – Afzelius, Bygren, Råstam (live)
- 1994 – Nära dej - Cerca de ti
- 1997 – Tankar vid 50 - Pensamientos a los 50
- 1999 – Elsinore

### Con Globetrotters
- 1980 – Globetrotter
- 1982 – Danska nätter (live) (2cd)-  Noches danesas (en vivo)
- 1982 – Innan tystnaden - Antes del silencio
- 1984 – Exil - Exilio
- 1985 – Nio liv - Nueve vidas
- 1986 – Grande Finale (live) (2cd)

### Björn Afzelius & Mikael Wiehe
- 1986 – Björn Afzelius & Mikael Wiehe
- 2004 – Björn Afzelius & Mikael Wiehe 1993 - Grabaciones en Malmö.

### Colecciones
- 1987 – Lo mejor de Björn Afzelius vol 1
- 1987 – Lo mejor de Björn Afzelius vol 2
- 1995 – Lo mejor de Björn Afzelius vol 3
- 1996 – Björn Afzelius Box (3cd)
- 1998 – Den röda tråden, definitivt - El hilo rojo, definitivo
- 2002 – Den Röda Tråden vol 1 - El hilo rojo vol 1
- 2002 – Den Röda Tråden vol 2 - El hilo rojo vol 2
- 2005 – Lo mejor de Björn Afzelius (2cd)
- 2006 – Guldkorn - Grano de oro
- 2006 – Sång till Friheten (4 CD-box)- Canción a la libertad

## Premios y reconocimientos
En su honor se creó la Fundación Cultural Internacional Björn Afzelius (BAIK). La fundación ha patrocinado en el pasado un premio conocido como el Premio Freemuse, que reconoce a una persona u organización que "haya trabajado por la libertad de expresión musical de forma notable". Entre los ganadores del Premio Freemuse figuran:
- 2008: Tiken Jah Fakoly, cantante marfileño de reggae exiliado de Costa de Marfil por su denuncia de la corrupción política.[4][5]
- 2009: Pete Seeger, cantante y activista folk estadounidense.[6]
- 2010: Ganadores conjuntos, la cantante iraní Mahsa Vahdat y el cantante y activista turco-kurdo Ferhat Tunç.[7]
- 2011: Ramy Essam, que puso banda sonora a la Primavera Árabe en la plaza Tahrir de El Cairo (Egipto).[8][9]
- 2013: Festival au Désert, fundado y dirigido por Manny Ansar.[10]
- 2016: Lavon Volski, músico de rock bielorruso.[11]
- 2017: Zohra, la primera y única orquesta femenina afgana.[12]
- 2021: Se abrió el plazo de presentación de candidaturas al Premio Freemuse a la Libertad de Expresión Artística.[11][13]